# Mikulášovická hvězdárna
Mikulášovická hvězdárna (čp. 1002) stojí ve středu města Mikulášovice ve svahu při hlavní silnici. Historicky a stavebně je spojena s budovou původní lékárny U Lva (čp. 4). Roku 1913 ji nechal postavit lékárník Adolf Krause. Secesní budova byla roku 1992 prohlášena kulturní památkou.

## Historie
Původní lékárnu U Lva (dům čp. 4) situovanou naproti kostelu svatého Mikuláše v prostoru dříve zvaném Kostelní náměstí koupil roku 1886 Josef Adolf Krause. Jeho syn Adolf Krause (1887–1939) se amatérsky zajímal o astronomii a v roce 1913 si proto nechal podle vlastních plánů zbudovat přístavbu hvězdárny (dům čp. 1002). Třímetrovou kopuli zhotovila vilémovská firma Ritter, další práce provedli místní řemeslníci. Tradičně se uvádí, že vzorem mu byla hamburská hvězdárna; při srovnání obou staveb však mnoho podobných prvků nenajdeme. Protože Krausovu zálibu sdílela řada jeho spoluobčanů, založil pro ně roku 1921 Astronomický spolek v Mikulášovicích. Do hvězdárny v rámci vyučování často zavítali také žáci místní měšťanské školy. Lékárník Krause byl korespondujícím členem Světové astronomické společnosti, své poznatky a objevy posílal do observatoře v Berlíně Treptowě.
Hvězdárna sloužila svému účelu až do smrti zakladatele na počátku roku 1939. Během druhé světové války pravděpodobně využívána nebyla, po jejím skončení a vysídlení původních obyvatel nebyla již uvedena do provozu. Do roku 1962 fungovala v přízemí lékárna. Po jejím přestěhování do budovy nového zdravotního střediska (čp. 40) došlo v 60. a 70. letech 20. století k postupnému rozkradení zařízení hvězdárny i lékárny. Prostory lékárny sloužily krátce jako prodejna polotovarů.
Změny ve využití budovy přišly po sametové revoluci. Protože budova stojí v prudkém svahu, provedlo město roku 1992 nákladné zajištění její statiky. Od 14. dubna 1992 je hvězdárna spolu se sousední budovou bývalé lékárny chráněná jako nemovitá kulturní památka. Již v roce 1994 však město obě propojené budovy prodalo soukromým vlastníkům. Samotná hvězdárna nadále nebyla využívána, v přízemí se postupně vystřídalo několik obchodů (bazar, knihkupectví, prodejna potravin) a herna, které však byly postupně uzavřeny nebo přestěhovány a budova tak v prvním desetiletí 21. století postupně osiřela a chátrala. Roku 2012 obě budovy odkoupilo do svého vlastnictví město Mikulášovice za kupní cenu 600 000,- Kč. Od dubna 2014 je obnoveno pozorování noční oblohy. Připravována je celková rekonstrukce a smysluplné využití vnitřních prostor.

## Popis
Secesní budova hvězdárny je stejně jako původní lékárna patrová a je opatřená věží s otočnou kupolí, která přesahuje výšku budovy o jedno podlaží. Průčelí budovy dominuje výrazný štít a pod ním umístěný balkon s kovovým zábradlím. Východní strana budovy je opatřena slepými okny. Růžovou fasádu člení římsy, secesní rostlinné motivy a štukové šambrány kolem výkladců s hlavami lvů ve vrcholech.